# Klapzubova jedenáctka (seriál)
Klapzubova jedenáctka je československý komediální televizní seriál vzniklý v produkci Československé televize, která jej také v roce 1968 vysílala. Třináctidílný seriál natočil režisér Eduard Hofman podle románu Klapzubova jedenáctka od Eduarda Basse. Scénář napsal Hofman ve spolupráci s Pavlem Hanušem. V hlavní roli otce Klapzuby se představil Jiří Sovák.

## Příběh
Když československá fotbalová reprezentace neuspěje v kvalifikaci na Mistrovství světa 1966, rozhodne se otec Klapzuba z vesnice Dolní Bukvičky, že ze svých 11 synů vytvoří fotbalové družstvo. Naučí je hrát fotbal a tým zvaný Klapzubova XI. přihlásí do československého fotbalového poháru.

## Obsazení
- Jiří Sovák jako Klapzuba, otec 11 synů a trenér jejich fotbalového týmu
- Vlasta Chramostová jako Klapzubová, matka 11 synů
- Stella Zázvorková jako Vejvodová, hostinská v Dolních Bukvičkách
- Josef Hlinomaz jako Vejvoda, hostinský v Dolních Bukvičkách
- Vít Holubec jako fotbalový reportér
- Ivo Gübel jako místopředseda fotbalového svazu
- Peter Ustinov jako Peter Ustinov, komentátor BBC

Jedenáctku Klapzubových synů ztvárnili Miloslav Gleich, Jan Bouda, Viktor Růžička, Petr Klouček, Jiří Vlasák, Karel Jonák, Ludvík Bezděčka, František Šimáček, Jaroslav Šimáček, Václav Wania a František Morávek.

## Produkce
Plány na filmové zpracování Klapzubovy jedenáctky od Eduarda Basse měl režisér Eduard Hofman od roku 1954. Nejprve předpokládal, že by mohlo jít o loutkový film, k němuž napsal scénář. Později se projekt posunul do podoby hraného filmu a nakonec byl realizován jakožto 13dílný televizní seriál. Natočil jej sám Hofman, který napsal scénář společně s Pavlem Hanušem. Scenáristé chtěli respektovat předlohu i vyznění románu Eduarda Basse a ponechat jeho pohádkovou naivitu, i když původně prvorepublikové dílo přenesli do své současnosti a mírně doplnili, například o nové postavy. Do hlavní role otce Klapzuby byl obsazen Jiří Sovák, v dalších hlavních rolích se představili Vlasta Chramostová, Vít Holubec, Ivo Gübel, Josef Hlinomaz a Stella Zázvorková. Pro jeden díl produkce získala i Petera Ustinova, který si v seriálu zahrál sám sebe v roli komentátora BBC. Jako vypravěči se v některých dílech objevili Otakar Brousek, Jan Werich a Karel Höger. V rolích Klapzubových synů, tvořících fotbalové mužstvo, se představilo deset fotbalistů z B týmů pražské Sparty a Slavie, zatímco nejvyššího z bratrů, brankáře, ztvárnil sparťanský házenkářský gólman Miloslav Gleich. Půlroční natáčení probíhalo v roce 1966 a zúčastnilo se ho více než 10 tisíc komparzistů. Seriál vznikal ve filmových ateliérech na Barrandově, vesnici Dolní Bukvičky představovala obec Štětkovice a v exteriérech se točilo také na různých místech v Praze a na fotbalových stadionech v Plzni a v Brně.
Seriál kombinuje hranou tvorbu s animovanými sekvencemi, jejímiž autory jsou Zdeněk Smetana, Vladimír Dvořák, Miloš Nesvadba a Jan Brychta, a reportážními částmi, které tvoří archivní záběry ze skutečných fotbalových utkání z MS 1934 a ze 60. let 20. století. Hudbu, kterou složil Evžen Illín, nahrál Filmový symfonický orchestr (řídí Milivoj Uzelac) a Orchestr Karla Vlacha (řídí Karel Vlach). Seriál Klapzubova jedenáctka vznikl v produkci Televizní filmové tvorby Československé televize a jednalo se o první československý televizní seriál natočený filmovou technikou a filmovými metodami.

## Vysílání
Ve vysílání Československé televize se seriál Klapzubova jedenáctka objevil počátkem roku 1968. První díl měl premiéru 6. ledna 1968, následně byl pořad vysílán v týdenním intervalu. Jedenáctá epizoda byla uvedena 15. března 1968, poslední dva díly tak zřejmě odvysílány nebyly. Zpočátku byl seriál vysílán v sobotu v hlavním vysílacím čase krátce po osmé hodině večerní, od pátého dílu ale byl přesunut na páteční večer, kdy začínal různě v rozmezí od 21.05 hod do 22.40 hod.
Celý seriál vydala v roce 2011 Česká televize na DVD.

### Seznam dílů
| Č. v seriálu | Název                | Režie         | Scénář                      | Datum premiéry  |
| ------------ | -------------------- | ------------- | --------------------------- | --------------- |
| 1            | Bylo jednou jedenáct | Eduard Hofman | Pavel Hanuš a Eduard Hofman | 6. ledna 1968   |
| 2            | Jde se na to         | Eduard Hofman | Pavel Hanuš a Eduard Hofman | 13. ledna 1968  |
| 3            | My anebo oni         | Eduard Hofman | Pavel Hanuš a Eduard Hofman | 20. ledna 1968  |
| 4            | Když Sparta válí     | Eduard Hofman | Pavel Hanuš a Eduard Hofman | 27. ledna 1968  |
| 5            | Když hraje Slavia    | Eduard Hofman | Pavel Hanuš a Eduard Hofman | 2. února 1968   |
| 6            | Pozor na lanaře!     | Eduard Hofman | Pavel Hanuš a Eduard Hofman | 9. února 1968   |
| 7            | Na zkušenou          | Eduard Hofman | Pavel Hanuš a Eduard Hofman | 16. února 1968  |
| 8            | O pohár mistrů       | Eduard Hofman | Pavel Hanuš a Eduard Hofman | 23. února 1968  |
| 9            | To chce klid         | Eduard Hofman | Pavel Hanuš a Eduard Hofman | 1. března 1968  |
| 10           | Proti pirátům        | Eduard Hofman | Pavel Hanuš a Eduard Hofman | 8. března 1968  |
| 11           | Tam za mořem         | Eduard Hofman | Pavel Hanuš a Eduard Hofman | 15. března 1968 |
| 12           | Muži z Ria           | Eduard Hofman | Pavel Hanuš a Eduard Hofman | 18. října 2006  |
| 13           | Jde o všechno        | Eduard Hofman | Pavel Hanuš a Eduard Hofman | 25. října 2006  |

## Přijetí
Seriál byl kritikou přijat negativně. Dušan Havlíček v časopisu Květy po prvním díle uvedl, že v úvodu seriálu vytvořili jeho tvůrci „nastavovanou kaši“ s minimem děje a neúnosně dlouhou expozicí. Podle něj bylo „spojení několika žánrových poloh – reportážní, hrané, groteskní a trikové, […] značně syrové a […] nedosáhlo stylové jednoty“. Rovněž Jiří Pittermann z Rudého práva kritizoval po dvou odvysílaných dílech strukturu vyprávění, neboť podle něj v každé epizodě „příběhu jen tak ukápne“. Ve svém dalším příspěvku, datovaném do doby odvysílání přibližně poloviny seriálu, Pittermann uvedl, že i přes občasný zárodek nosného nápadu je pro něj pořad zklamáním kvůli stylové roztříštěnosti spojující hranou tvorbu s animovanou a téměř dokumentární, nezáživnému popisu bez děje, neschopnosti zaujmout dějem nebo postavami, nedostatečně napsaným postavám (jak Jiří Sovák, tak Vlasta Chramostová, Josef Hlinomaz i další nemají dle jeho názoru co hrát), v podstatě anonymním jedenácti synům bez tváře, se kterými se divák až na výjimky seznamuje jen prostřednictvím opakujících se „nedramatických záběr[ů] z fingovaných fotbalových utkání“, a jednotvárnými záběry do hledišť stadionů.